# Élections législatives fidjiennes de 1999
Des élections législatives ont eu lieu aux Fidji du 8 au 15 mai 1999, pour renouveler l'ensemble des soixante-et-onze sièges de la Chambre des Représentants, chambre basse du Parlement.
Les députés sont élus avec un mandat de cinq ans. Le gouvernement (premier ministre et ministres) émane de sa majorité.

## Contexte
Le premier ministre sortant, le général Sitiveni Rabuka, avait pris le pouvoir par un coup d'État militaire en 1987, renversant le gouvernement travailliste du premier ministre Timoci Bavadra. Alléguant la nécessité de sauvegarder la suprématie de la population autochtone, Rabuka avait restreint les droits politiques des Indo-Fidjiens, descendants de migrants venus d'Inde à la fin du XIXe siècle et au début du XXe siècle. Il avait ensuite remporté des élections en 1992 et 1994. Sa position s'étant infléchie au cours des années 1990, il accorda toutefois son plein soutien à une nouvelle Constitution en 1997, rétablissant l'essentiel des droits politiques de cette minorité. L'élection de 1999 accorderait aux Indo-Fidjiens une représentation parlementaire davantage proportionnelle à leur importance démographique.

## Système électoral
De par la Constitution de 1997, le pays est divisé en 71 circonscriptions uninominales, dont la plupart sont attribuées à des communautés ethniques. 23 députés autochtones sont élus par les citoyens autochtones (appelés "fidjiens") ; 19 élus par et parmi les citoyens d'appartenance ethnique indienne (c.f. Indiens des Fidji) ; 1 député élu par et parmi les Rotumiens ; 3 élus par et parmi les citoyens de tout autre appartenance ethnique ; et 25 élus par l'ensemble des citoyens sans distinction ethnique. Chaque électeur avait à choisir deux candidats : un dans sa circonscription ethnique, et un dans sa circonscription dite "ouverte", où pouvaient se présenter des candidats de diverses origines,.
Le système électoral employé était celui du vote alternatif. Chaque électeur était invité à classer les candidats de ses circonscriptions par ordre de préférence.

## Partis politiques
Deux coalitions de trois partis chacune prirent part aux élections. Le Soqosoqo ni Vakavulewa ni Taukei (SVT ; "Parti politique autochtone") de Sitiveni Rabuka avait été un parti nationaliste, prônant la suprématie indigène, et défini par son fondateur comme un parti d'extrême-droite. Il s'était reconverti, au milieu des années 1990, en un parti beaucoup plus modéré, prônant toujours certains intérêts autochtones mais appelant désormais à l'unité et à la coopération entre citoyens de toutes appartenances ethniques. À ce titre, il s'allia au Parti de la Fédération nationale, le principal parti politique indo-fidjien, dirigé par Jai Ram Reddy. Le troisième parti de la coalition était le Parti général unifié, dont la visée était de représenter les intérêts des autres minorités ethniques (citoyens d'origine européenne, chinoise... dits « électeurs généraux »). Ainsi, la coalition devait unir et défendre les intérêts de toutes les communautés.
Face à cet accord, le Parti travailliste, multiethnique, dirigé par Mahendra Chaudhry, était le principal parti d'opposition. Il s'associa, en vue de l'élection, au Parti de l'Association fidjienne, principalement autochtone mais favorable à l'unité des communautés, et dirigé par Adi Kuini Speed, une ancienne Travailliste, veuve de Timoci Bavadra. Le troisième membre de la coalition était le Parti de l'unité nationale, multiethnique.
Au total, vingt partis politiques, dont beaucoup étaient nouvellement constitués, prirent part à l'élection.

## Résultats

### Résultats d'ensemble
Pour la deuxième fois de l'histoire, après 1987, le Parti travailliste remporta l'élection, obtenant tout juste une majorité absolue des sièges. A contrario, la coalition de Rabuka perdit la quasi-totalité de ses sièges ; le Parti de la Fédération nationale, en particulier, fut abandonné par une grande partie des électeurs indo-fidjiens, qui se reportèrent sur les Travaillistes. Le taux de participation fut de 52,6 %.
Mahendra Chaudhry devint premier ministre, à la tête d'un gouvernement de coalition,.
| Partis | Partis                             | Dirigeants               | %    | Sièges | +/- |
| ------ | ---------------------------------- | ------------------------ | ---- | ------ | --- |
|        | Parti travailliste                 | Mahendra Chaudhry        | 33,9 | 37     | +30 |
|        | Parti de l'Association fidjienne   | Adi Kuini Speed          | 9,7  | 10     | +5  |
|        | Soqosoqo ni Vakavulewa ni Taukei   | Sitiveni Rabuka          | 17,1 | 8      | -24 |
|        | Parti de l'unité nationale         | Sairusi Nagagavoka       | 3,3  | 4      | n/a |
|        | Alliance chrétienne-démocrate      | Ratu Josaia Rayawa       | 2,7  | 3      | n/a |
|        | Parti nationaliste Vanua Tako Lavo | ?                        | 4,4  | 2      | n/a |
|        | Parti général unifié               | ?                        | 1,6  | 2      | -2  |
|        | Parti de la fédération nationale   | Jai Ram Reddy            | 13,6 | 0      | -20 |
|        | Candidats sans étiquette           | Candidats sans étiquette | 2,4  | 5      | +4  |

### Résultats par circonscription
Les résultats complets sont les suivants :

#### Sièges ethniques autochtones
Bua
| Parti | Parti                                | Candidat          | Voix (1er décompte) | % (1er décompte) | Voix (dernier décompte) | % (dernier décompte) | Remarque |
| ----- | ------------------------------------ | ----------------- | ------------------- | ---------------- | ----------------------- | -------------------- | -------- |
|       | ACD                                  | Mitieli Bulanauca | 3 027               | 54,7             | -                       | -                    | élu      |
|       | Coalition des Nationaux indépendants | Beato Ratuloco    | 1 149               | 20,8             | -                       | -                    |          |
|       | SVT                                  | Aminiasi Turaga   | 1 111               | 20,1             | -                       | -                    |          |
|       | PNVTL                                | Jonasa Vueti      | 243                 | 4,4              | -                       | -                    |          |

Kadavu
| Parti | Parti | Candidat         | Voix (1er décompte) | % (1er décompte) | Voix (dernier décompte) | % (dernier décompte) | Remarque |
| ----- | ----- | ---------------- | ------------------- | ---------------- | ----------------------- | -------------------- | -------- |
|       | SVT   | James Ah Koy     | 4 159               | 83,4             | -                       | -                    | réélu    |
|       | PAF   | Emasi Qovu       | 489                 | 9,8              | -                       | -                    |          |
|       | ACD   | Alipate Vosawale | 339                 | 6,8              | -                       | -                    |          |

Lau
| Parti | Parti | Candidat              | Voix (1er décompte) | % (1er décompte) | Voix (dernier décompte) | % (dernier décompte) | Remarque |
| ----- | ----- | --------------------- | ------------------- | ---------------- | ----------------------- | -------------------- | -------- |
|       | ACD   | Koila Mara Nailatikau | 3 102               | 50,8             | -                       | -                    | élue     |
|       | SVT   | Viliame Cavubati      | 2 816               | 47,5             | -                       | -                    |          |
|       | PNVTL | Isoa Tuinasaqalau     | 99                  | 1,7              | -                       | -                    |          |

Lomaiviti
| Parti | Parti              | Candidat             | Voix (1er décompte) | % (1er décompte) | Voix (dernier décompte)  | % (dernier décompte)  | Remarque |
| ----- | ------------------ | -------------------- | ------------------- | ---------------- | ------------------------ | --------------------- | -------- |
|       | sans étiquette     | Simione Kaitani      | 1 895               | 29,8             | 3 475                    | 54,6 (au 4e décompte) | élu      |
|       | Parti travailliste | Tomasi Tokalauvere   | 792                 | 12,4             | 1 488                    | 23,4 (au 4e décompte) |          |
|       | SVT                | Jone Kauvesi         | 1 363               | 21,4             | 1 401                    | 22,0 (au 4e décompte) |          |
|       | ACD                | 'Etuate Basaga       | 1 240               | 19,5             | éliminé (au 3e décompte) | -                     |          |
|       | PAF                | Timoci Tuisawau      | 707                 | 11,1             | éliminé                  | -                     |          |
|       | PNVTL              | Penitoa Baleinagusui | 367                 | 5,8              | éliminé                  | -                     |          |

Macuata
| Parti | Parti              | Candidat      | Voix (1er décompte) | % (1er décompte) | Voix (dernier décompte) | % (dernier décompte)  | Remarque |
| ----- | ------------------ | ------------- | ------------------- | ---------------- | ----------------------- | --------------------- | -------- |
|       | ACD                | Poseci Bune   | 3 355               | 42,3             | 4 257                   | 53,7 (au 3e décompte) | élu      |
|       | SVT                | Josefa Dimuri | 3 646               | 46,0             | 3 669                   | 46,3 (au 3e décompte) |          |
|       | Parti travailliste | Iowane Rakai  | 573                 | 7,2              | éliminé                 | -                     |          |
|       | PNVTL              | Tui Vunibola  | 352                 | 4,4              | éliminé                 | -                     |          |

Nadroga et Navosa
| Parti | Parti                                              | Candidat           | Voix (1er décompte) | % (1er décompte) | Voix (dernier décompte) | % (dernier décompte)  | Remarque        |
| ----- | -------------------------------------------------- | ------------------ | ------------------- | ---------------- | ----------------------- | --------------------- | --------------- |
|       | PAF                                                | Leone Tuisowaqa    | 6 296               | 48,2             | 6 621                   | 50,6 (au 3e décompte) | élu             |
|       | SVT                                                | Seruwaia Hong-Tiy  | 4 742               | 36,3             | 5 366                   | 41,0 (au 3e décompte) | sortante battue |
|       | ACD                                                | Atunaisa Mataitoga | 1 054               | 8,1              | 1 084                   | 8,3 (au 3e décompte)  |                 |
|       | sans étiquette                                     | Inoke Kadralevu    | 855                 | 6,5              | éliminé                 | -                     |                 |
|       | Parti démocrate multiracial dynamique de Viti Levu | Mosese Naisaroi    | 124                 | 0,9              | éliminé                 | -                     |                 |

Naitasiri
| Parti | Parti | Candidat            | Voix (1er décompte) | % (1er décompte) | Voix (dernier décompte) | % (dernier décompte)  | Remarque |
| ----- | ----- | ------------------- | ------------------- | ---------------- | ----------------------- | --------------------- | -------- |
|       | PAF   | Peceli Rinakama     | 2 648               | 29,4             | 6 403                   | 71,2 (au 3e décompte) | élu      |
|       | PNVTL | Kavekini Navuso     | 2 483               | 27,6             | 2 589                   | 28,8 (au 3e décompte) |          |
|       | SVT   | Solomoni Naivalu    | 1 965               | 21,8             | éliminé                 | -                     |          |
|       | ACD   | Asesela Ravuvu (en) | 1 896               | 21,1             | éliminé                 | -                     |          |

Namosi
| Parti | Parti | Candidat                 | Voix (1er décompte) | % (1er décompte) | Voix (dernier décompte) | % (dernier décompte)  | Remarque |
| ----- | ----- | ------------------------ | ------------------- | ---------------- | ----------------------- | --------------------- | -------- |
|       | PAF   | Atonio Tanaburenisau     | 970                 | 41,9             | 2 589                   | 56,5 (au 3e décompte) | élu      |
|       | SVT   | Kiniviliame Taukeinikoro | 990                 | 42,8             | 1 005                   | 43,4 (au 3e décompte) |          |
|       | PNVTL | Maria Vunitabua          | 206                 | 8,9              | éliminée                | -                     |          |
|       | ACD   | Aselemo Vakadranu        | 148                 | 6,4              | éliminé                 | -                     |          |

Ra
| Parti | Parti          | Candidat              | Voix (1er décompte) | % (1er décompte) | Voix (dernier décompte) | % (dernier décompte)  | Remarque |
| ----- | -------------- | --------------------- | ------------------- | ---------------- | ----------------------- | --------------------- | -------- |
|       | PUN            | Eloni Goneyali        | 2 474               | 31,7             | 4 138                   | 53,0 (au 5e décompte) | élu      |
|       | PNVTL          | Evuloni Bogi          | 2 032               | 26,0             | 3 673                   | 47,0 (au 5e décompte) |          |
|       | SVT            | Jone Banuve           | 1 127               | 14,4             | éliminé                 | -                     |          |
|       | sans étiquette | Jo Nacola             | 952                 | 12,2             | éliminé                 | -                     |          |
|       | sans étiquette | Meciusela Naisogobuli | 653                 | 8,4              | éliminé                 | -                     |          |
|       | sans étiquette | Peni Waqanicakau      | 573                 | 7,3              | éliminé                 | -                     |          |

Rewa
| Parti | Parti          | Candidat          | Voix (1er décompte) | % (1er décompte) | Voix (dernier décompte) | % (dernier décompte)  | Remarque |
| ----- | -------------- | ----------------- | ------------------- | ---------------- | ----------------------- | --------------------- | -------- |
|       | PAF            | Timoci Silatolu   | 1 663               | 32,0             | 3 100                   | 59,7 (au 3e décompte) | élu      |
|       | PNVTL          | Sakeasi Butadroka | 2 029               | 39,1             | 2 093                   | 40,3 (au 3e décompte) |          |
|       | SVT            | Epeli Mataitini   | 1 256               | 24,2             | éliminé                 | -                     |          |
|       | ACD            | Tevita Bukarau    | 845                 | 16,3             | éliminé                 | -                     |          |
|       | sans étiquette | Peni Waqanicakau  | 573                 | 7,3              | éliminé                 | -                     |          |

Serua
| Parti | Parti                        | Candidat             | Voix (1er décompte) | % (1er décompte) | Voix (dernier décompte) | % (dernier décompte)  | Remarque |
| ----- | ---------------------------- | -------------------- | ------------------- | ---------------- | ----------------------- | --------------------- | -------- |
|       | PNVTL                        | Lepani Tonitonivanua | 768                 | 22,9             | 2 098                   | 62,7 (au 5e décompte) | élu      |
|       | SVT                          | Misaele Driubalavu   | 1 171               | 35,0             | 1 247                   | 37,3 (au 5e décompte) |          |
|       | PAF                          | Sakeasi Lomalagi     | 630                 | 18,8             | éliminé                 |                       |          |
|       | sans étiquette               | Semi Tabaiwalu       | 399                 | 11,9             | éliminé                 | -                     |          |
|       | ACD                          | Josateki Nasova      | 364                 | 10,9             | éliminé                 | -                     |          |
|       | Parti nationaliste démocrate | Atunaisa Rasoki      | 13                  | 0,4              | éliminé                 | -                     |          |

Ba-est
| Parti | Parti | Candidat          | Voix (1er décompte) | % (1er décompte) | Voix (dernier décompte) | % (dernier décompte) | Remarque      |
| ----- | ----- | ----------------- | ------------------- | ---------------- | ----------------------- | -------------------- | ------------- |
|       | PUN   | Ponipate Lesavua  | 4 413               | 52,5             | -                       | -                    | élu           |
|       | SVT   | Isimeli Bose      | 2 932               | 34,9             | -                       | -                    | sortant battu |
|       | ACD   | Joti Naisau       | 578                 | 6,9              | -                       | -                    |               |
|       | PNVTL | Pauliasi Matawalu | 475                 | 5,7              | -                       | -                    |               |

Ba-ouest
| Parti | Parti | Candidat        | Voix (1er décompte) | % (1er décompte) | Voix (dernier décompte) | % (dernier décompte)  | Remarque      |
| ----- | ----- | --------------- | ------------------- | ---------------- | ----------------------- | --------------------- | ------------- |
|       | PUN   | Meli Bogileka   | 4 942               | 49,2             | 6 587                   | 65,5 (au 3e décompte) | élu           |
|       | SVT   | Etuate Tavai    | 3 136               | 31,2             | 3 465                   | 34,5 (au 3e décompte) | sortant battu |
|       | ACD   | Vilive Ravouvou | 1 161               | 16,5             | éliminé                 | -                     |               |
|       | PNVTL | Iliesa Ratunavu | 313                 | 0,3              | éliminé                 | -                     |               |

Tailevu-nord
| Parti | Parti | Candidat            | Voix (1er décompte) | % (1er décompte) | Voix (dernier décompte) | % (dernier décompte)  | Remarque |
| ----- | ----- | ------------------- | ------------------- | ---------------- | ----------------------- | --------------------- | -------- |
|       | SVT   | Savenaca Tokainavo  | 1 494               | 20,0             | 3 995                   | 53,6 (au 3e décompte) | élu      |
|       | PAF   | Josefa Serulagilagi | 3 398               | 45,6             | 3 454                   | 46,4 (au 3e décompte) |          |
|       | PNVTL | Iliesa Duvuloco     | 1 814               | 24,3             | éliminé                 | -                     |          |
|       | ACD   | Vilive Ravouvou     | 743                 | 10,0             | éliminé                 | -                     |          |

Tailevu-sud
| Parti | Parti | Candidat       | Voix (1er décompte) | % (1er décompte) | Voix (dernier décompte) | % (dernier décompte) | Remarque |
| ----- | ----- | -------------- | ------------------- | ---------------- | ----------------------- | -------------------- | -------- |
|       | PAF   | Esira Rabuno   | 3 810               | 53,6             | -                       | -                    | élu      |
|       | SVT   | Lagisoa Delana | 2 871               | 40,4             | -                       | -                    |          |
|       | PNVTL | Ameo Ramokosoi | 429                 | 6,0              | -                       | -                    |          |

Cakaudrove-est
| Parti | Parti                              | Candidat        | Voix (1er décompte) | % (1er décompte) | Voix (dernier décompte) | % (dernier décompte) | Remarque |
| ----- | ---------------------------------- | --------------- | ------------------- | ---------------- | ----------------------- | -------------------- | -------- |
|       | SVT                                | Inoke Kubuabola | 5 135               | 78,0             | -                       | -                    | réélu    |
|       | ACD                                | Inoke Tabualevu | 1 099               | 16,7             | -                       | -                    |          |
|       | Parti travailliste national unifié | Josua Gabiriele | 294                 | 4,5              | -                       | -                    |          |

Cakaudrove-ouest
| Parti de l'élu | Parti de l'élu | Candidat élu       | Voix | % | Remarque |
| -------------- | -------------- | ------------------ | ---- | - | -------- |
|                | SVT            | Kinijoji Maivalili |      |   |          |

Urbain nord-est
| Parti de l'élu | Parti de l'élu | Candidat élu       | Voix | % | Remarque |
| -------------- | -------------- | ------------------ | ---- | - | -------- |
|                | SVT            | Isireli Leweniqila |      |   |          |

Urbain nord-ouest
| Parti de l'élu | Parti de l'élu | Candidat élu        | Voix | % | Remarque |
| -------------- | -------------- | ------------------- | ---- | - | -------- |
|                | PUN            | Akanisi Koroitamana |      |   |          |

Urbain sud-ouest
| Parti de l'élu | Parti de l'élu | Candidat élu            | Voix | % | Remarque |
| -------------- | -------------- | ----------------------- | ---- | - | -------- |
|                | PAF            | Isimeli Jale Cokanasiga |      |   |          |

Suva
| Parti de l'élu | Parti de l'élu | Candidat élu     | Voix | % | Remarque |
| -------------- | -------------- | ---------------- | ---- | - | -------- |
|                | PAF            | Viliame Volavola |      |   |          |

Tamavua et Laucala
| Parti de l'élu | Parti de l'élu | Candidat élu    | Voix | % | Remarque |
| -------------- | -------------- | --------------- | ---- | - | -------- |
|                | PAF            | Ema Tagicakibau |      |   |          |

Nasinu
| Parti de l'élu | Parti de l'élu | Candidat élu        | Voix | % | Remarque |
| -------------- | -------------- | ------------------- | ---- | - | -------- |
|                | PAF            | Joji Uluinakauvadra |      |   |          |

#### Sièges ethniques généraux
Suva
| Parti de l'élu | Parti de l'élu | Candidat élu         | Voix | % | Remarque |
| -------------- | -------------- | -------------------- | ---- | - | -------- |
|                | sans étiquette | William Granger Aull |      |   |          |

Nord et est
| Parti de l'élu | Parti de l'élu | Candidat élu    | Voix | % | Remarque |
| -------------- | -------------- | --------------- | ---- | - | -------- |
|                | sans étiquette | Leo Barry Smith |      |   |          |

Centre et ouest
| Parti de l'élu | Parti de l'élu | Candidat élu    | Voix | % | Remarque |
| -------------- | -------------- | --------------- | ---- | - | -------- |
|                | PGU            | David Pickering |      |   |          |

#### Sièges ethniques indo-fidjiens
Viti Levu-est
| Parti de l'élu | Parti de l'élu | Candidat élu         | Voix | % | Remarque |
| -------------- | -------------- | -------------------- | ---- | - | -------- |
|                | PT             | Krishna Chand Sharma |      |   |          |

Tavua
| Parti de l'élu | Parti de l'élu | Candidat élu | Voix | % | Remarque |
| -------------- | -------------- | ------------ | ---- | - | -------- |
|                | PT             | Anand Babla  |      |   |          |

Ba-est
| Parti de l'élu | Parti de l'élu | Candidat élu | Voix | % | Remarque |
| -------------- | -------------- | ------------ | ---- | - | -------- |
|                | PT             | Ahmed Gaffer |      |   |          |

Ba-ouest
| Parti de l'élu | Parti de l'élu | Candidat élu | Voix | % | Remarque |
| -------------- | -------------- | ------------ | ---- | - | -------- |
|                | PT             | Ami Chand    |      |   |          |

Lautoka rural
| Parti de l'élu | Parti de l'élu | Candidat élu      | Voix | % | Remarque |
| -------------- | -------------- | ----------------- | ---- | - | -------- |
|                | PT             | Anand Kumar Singh |      |   |          |

Lautoka ville
| Parti de l'élu | Parti de l'élu | Candidat élu    | Voix | % | Remarque |
| -------------- | -------------- | --------------- | ---- | - | -------- |
|                | PT             | Ganeshwar Chand |      |   |          |

Vuda
| Parti de l'élu | Parti de l'élu | Candidat élu      | Voix | % | Remarque |
| -------------- | -------------- | ----------------- | ---- | - | -------- |
|                | PT             | Vinod Deo Maharaj |      |   |          |

Nadi ville
| Parti de l'élu | Parti de l'élu | Candidat élu | Voix | % | Remarque |
| -------------- | -------------- | ------------ | ---- | - | -------- |
|                | PT             | Amjad Ali    |      |   |          |

Nadi rural
| Parti de l'élu | Parti de l'élu | Candidat élu       | Voix | % | Remarque |
| -------------- | -------------- | ------------------ | ---- | - | -------- |
|                | PT             | Shiu Sharan Sharma |      |   |          |

Nadroga
| Parti de l'élu | Parti de l'élu | Candidat élu       | Voix | % | Remarque |
| -------------- | -------------- | ------------------ | ---- | - | -------- |
|                | PT             | Lekh Ram Vayeshnoi |      |   |          |

Viti Levu-sud et Kadavu
| Parti de l'élu | Parti de l'élu | Candidat élu          | Voix | % | Remarque |
| -------------- | -------------- | --------------------- | ---- | - | -------- |
|                | PT             | Prince Gopal Lakshman |      |   |          |

Suva
| Parti de l'élu | Parti de l'élu | Candidat élu | Voix | % | Remarque |
| -------------- | -------------- | ------------ | ---- | - | -------- |
|                | PT             | Deo Narain   |      |   |          |

Vanua Levu-ouest
| Parti de l'élu | Parti de l'élu | Candidat élu | Voix | % | Remarque |
| -------------- | -------------- | ------------ | ---- | - | -------- |
|                | PT             | Anup Kumar   |      |   |          |

Laucala
| Parti de l'élu | Parti de l'élu | Candidat élu       | Voix | % | Remarque |
| -------------- | -------------- | ------------------ | ---- | - | -------- |
|                | PT             | Hikmat Singh Verma |      |   |          |

Nasinu
| Parti de l'élu | Parti de l'élu | Candidat élu | Voix | % | Remarque |
| -------------- | -------------- | ------------ | ---- | - | -------- |
|                | PT             | Pratap Chand |      |   |          |

Tailevu et Rewa
| Parti de l'élu | Parti de l'élu | Candidat élu | Voix | % | Remarque |
| -------------- | -------------- | ------------ | ---- | - | -------- |
|                | PT             | Ragho Nand   |      |   |          |

Labasa ville
| Parti de l'élu | Parti de l'élu | Candidat élu | Voix | % | Remarque |
| -------------- | -------------- | ------------ | ---- | - | -------- |
|                | PT             | Muthu Swamy  |      |   |          |

Labasa rural
| Parti de l'élu | Parti de l'élu | Candidat élu           | Voix | % | Remarque |
| -------------- | -------------- | ---------------------- | ---- | - | -------- |
|                | PT             | Mohammed Latif Subedar |      |   |          |

Macuata-est et Cakaudrove
| Parti de l'élu | Parti de l'élu | Candidat élu       | Voix | % | Remarque |
| -------------- | -------------- | ------------------ | ---- | - | -------- |
|                | PT             | Giyannendra Prasad |      |   |          |

#### Siège ethnique rotumien
Rotuma
| Parti de l'élu | Parti de l'élu | Candidat élu     | Voix | % | Remarque |
| -------------- | -------------- | ---------------- | ---- | - | -------- |
|                | sans étiquette | Marieta Rigamoto |      |   |          |

#### Sièges ouverts (non-ethniques)
Tailevu-nord et Ovalau
| Parti de l'élu | Parti de l'élu | Candidat élu     | Voix | % | Remarque |
| -------------- | -------------- | ---------------- | ---- | - | -------- |
|                | PNVTL          | Viliame Sausawai |      |   |          |

Tailevu-sud et Lomaiviti
| Parti de l'élu | Parti de l'élu | Candidat élu   | Voix | % | Remarque |
| -------------- | -------------- | -------------- | ---- | - | -------- |
|                | PT             | Isireli Vuibau |      |   |          |

Nausori et Naitasiri
| Parti de l'élu | Parti de l'élu | Candidat élu     | Voix | % | Remarque |
| -------------- | -------------- | ---------------- | ---- | - | -------- |
|                | PT             | Lavenia Padarath |      |   |          |

Nasinu et Rewa
| Parti de l'élu | Parti de l'élu | Candidat élu | Voix | % | Remarque |
| -------------- | -------------- | ------------ | ---- | - | -------- |
|                | PT             | John Ali     |      |   |          |

Cunningham
| Parti de l'élu | Parti de l'élu | Candidat élu | Voix | % | Remarque |
| -------------- | -------------- | ------------ | ---- | - | -------- |
|                | PT             | Joeli Kalou  |      |   |          |

Laucala
| Parti de l'élu | Parti de l'élu | Candidat élu    | Voix | % | Remarque |
| -------------- | -------------- | --------------- | ---- | - | -------- |
|                | PT             | Suruj Mati Nand |      |   |          |

Samabula et Tamavua
| Parti de l'élu | Parti de l'élu | Candidat élu | Voix | % | Remarque |
| -------------- | -------------- | ------------ | ---- | - | -------- |
|                | PT             | Tupeni Baba  |      |   |          |

Suva
| Parti de l'élu | Parti de l'élu | Candidat élu | Voix | % | Remarque |
| -------------- | -------------- | ------------ | ---- | - | -------- |
|                | PGU            | Ofa Duncan   |      |   |          |

Lami
| Parti de l'élu | Parti de l'élu | Candidat élu     | Voix | % | Remarque |
| -------------- | -------------- | ---------------- | ---- | - | -------- |
|                | PT             | Michael Columbus |      |   |          |

Lomaivuna, Namosi et Kadavu
| Parti de l'élu | Parti de l'élu | Candidat élu  | Voix | % | Remarque |
| -------------- | -------------- | ------------- | ---- | - | -------- |
|                | SVT            | Konisi Yabaki |      |   |          |

Ra
| Parti de l'élu | Parti de l'élu | Candidat élu    | Voix | % | Remarque |
| -------------- | -------------- | --------------- | ---- | - | -------- |
|                | sans étiquette | George Shiu Raj |      |   |          |

Tavua
| Parti de l'élu | Parti de l'élu | Candidat élu | Voix | % | Remarque |
| -------------- | -------------- | ------------ | ---- | - | -------- |
|                | PT             | Pravin Singh |      |   |          |

Ba
| Parti de l'élu | Parti de l'élu | Candidat élu      | Voix | % | Remarque |
| -------------- | -------------- | ----------------- | ---- | - | -------- |
|                | PT             | Mahendra Chaudhry |      |   |          |

Magodro
| Parti de l'élu | Parti de l'élu | Candidat élu      | Voix | % | Remarque |
| -------------- | -------------- | ----------------- | ---- | - | -------- |
|                | PT             | Jag Narain Sharma |      |   |          |

Lautoka ville
| Parti de l'élu | Parti de l'élu | Candidat élu    | Voix | % | Remarque |
| -------------- | -------------- | --------------- | ---- | - | -------- |
|                | PT             | Haroon Ali Shah |      |   |          |

Vuda
| Parti de l'élu | Parti de l'élu | Candidat élu     | Voix | % | Remarque |
| -------------- | -------------- | ---------------- | ---- | - | -------- |
|                | PT             | Tevita Momoedonu |      |   |          |

Nadi
| Parti de l'élu | Parti de l'élu | Candidat élu     | Voix | % | Remarque |
| -------------- | -------------- | ---------------- | ---- | - | -------- |
|                | PT             | Pradhuman Raniga |      |   |          |

Yasawa et Nawaka
| Parti de l'élu | Parti de l'élu | Candidat élu        | Voix | % | Remarque |
| -------------- | -------------- | ------------------- | ---- | - | -------- |
|                | PT             | Gunasagaran Gounder |      |   |          |

Nadroga
| Parti de l'élu | Parti de l'élu | Candidat élu    | Voix | % | Remarque |
| -------------- | -------------- | --------------- | ---- | - | -------- |
|                | PT             | Mosese Volavola |      |   |          |

Serua et Navosa
| Parti de l'élu | Parti de l'élu | Candidat élu | Voix | % | Remarque |
| -------------- | -------------- | ------------ | ---- | - | -------- |
|                | PAF            | Kuini Speed  |      |   |          |

Bua et Macuata-ouest
| Parti de l'élu | Parti de l'élu | Candidat élu | Voix | % | Remarque |
| -------------- | -------------- | ------------ | ---- | - | -------- |
|                | PT             | Manoa Bale   |      |   |          |

Labasa
| Parti de l'élu | Parti de l'élu | Candidat élu  | Voix | % | Remarque |
| -------------- | -------------- | ------------- | ---- | - | -------- |
|                | PT             | Nareish Kumar |      |   |          |

Macuata-est
| Parti de l'élu | Parti de l'élu | Candidat élu | Voix | % | Remarque |
| -------------- | -------------- | ------------ | ---- | - | -------- |
|                | PT             | Krishna Datt |      |   |          |

Cakaudrove-ouest
| Parti de l'élu | Parti de l'élu | Candidat élu    | Voix | % | Remarque |
| -------------- | -------------- | --------------- | ---- | - | -------- |
|                | SVT            | Sitiveni Rabuka |      |   |          |

Lau, Taveuni et Rotuma
| Parti de l'élu | Parti de l'élu | Candidat élu       | Voix | % | Remarque |
| -------------- | -------------- | ------------------ | ---- | - | -------- |
|                | SVT            | Naiqama Lalabalavu |      |   |          |